# Tricyphona glabripennis
Tricyphona (Tricyphona) glabripennis là một loài ruồi trong họ Pediciidae. Chúng phân bố ở vùng Indomalaya.